# Karol Samuelčík
Karol Samuelčík (* 9. dubna 1927 Lopej) je bývalý slovenský fotbalový útočník. Byl taktéž geodetem, vysokoškolským pedagogem, lesním inženýrem, báňským inženýrem, organistou a dirigentem.

## Rodina
Jeden z jeho 4 bratrů František Samuelčík (1931–2002) byl taktéž prvoligovým fotbalistou.

## Hráčská kariéra
S fotbalem začínal ve Svätém Ondreji nad Hronom (dnes jako Ondrej nad Hronom součást Brusna), kde už od 16 let nastupoval za seniorské A-mužstvo. První poválečný ročník strávil v ŠK Banská Bystrica. Na konci roku 1946 přišel do SK Židenice. Od jara 1947 působil v ŠK Bratislava.
Studoval v Brně, kde hrál za MEZ Židenice (dobový název ČAFC Židenice). Během vojny hrál za Posádkový dům armády Tachov, poté se vrátil na Slovensko. Krátce působil v Banské Štiavnici a od roku 1955 byl významnou postavou kremnické kopané.

### Reprezentace
Jednou nastoupil v základní sestavě reprezentačního B-mužstva, branku nevstřelil. V neděli 29. srpna 1948 v Bratislavě proti B-mužstvu Bulharska (výhra 3:1).

### Ligová bilance
| Ročník         | Zápasy | Góly | Minuty | Klub          |
| -------------- | ------ | ---- | ------ | ------------- |
| I. liga 1948   | 3      | 1    | –      | ŠK Bratislava |
| CELKEM I. LIGA | 3      | 1    | –      |               |